# Рекевег, Ганс-Генрих
Ганс-Генрих Реккевег (нем. Hans-Heinrich Reckeweg) (9 мая 1905, Херфорд, провинция Вестфалия — † 13 июня 1985, Баден-Баден, Баден-Вюртемберг), основатель гомотоксикологии, являющейся модернизацией и дальнейшим развитием гомеопатии.

## Биография
Сын учителя Херфордской школы Генриха Рекевега. Его отец лечился с помощью гомеопатии. В 1924—1930 Г.-Г. Рекевег изучал медицину в Вюрцбурге, Мюнстере, Берлине и Бонне. В Берлине встретился с профессором Августом Биром, также в контакте с гомеопатией. В 1928 году он прошел государственную экспертизу, в 1930 году получил медицинскую степень в Бонне. В 1936 году основал фармацевтическую компанию Heel, по первым буквам латинского выражения «Herba est ex luce» (растение черпает силу из света).
Его братья, Клаус Гюнтер Рекевег и Альфред Рекевег, основали в 1947 году в Херфорде компанию «Dr. A. Reckeweg & Co. GmbH», которая специализируется на производстве гомеопатических лекарственных средств.

## Труды
- Реквег Г.-Г. Гомеопатическая антигомотоксикология. : Систематизированное практическое лекарствоведение. — М.: Книжное издательство «Гомеопатическая Медицина», 2000. — 592 с.[3]
- Hans-Heinrich Reckeweg. Schweinefleisch und Gesundheit, Allgemeinverständlicher Vortrag, 48 S. m. Abb., ISBN 978-3-922907-06-0
- Hans-Heinrich Reckeweg. Homoepathia Antihomotoxica, Symptomen- und Modalitätenverzeichnis mit Arzneimittellehre, 712 S. mit CD-Rom und Beilage Präparateliste, ISBN 978-3-936676-29-7
- Hans-Heinrich Reckeweg. Homotoxicology. Homeopathic theory in terms of modern medical concepts[4]. Printed in Germany, 148 pages

## Комментарии
1. ↑  Знаменитый хирург, пионер спинальной анестезии. Известен своими афоризмами Архивная копия от 21 марта 2012 на Wayback Machine, например: «Теоретики медицины прекрасные люди, но не позволяйте им лечить вас»